# Міжнародна рада крикету
Міжнародна рада крикету (англ. International Cricket Council) — провідна міжнародна організація у світі крикету, що
здійснює глобальне регулювання даним видом спорту. Організація створена 15 червня 1909 під назвою Імперська крикетна конференція (англ. Imperial Cricket Conference). Засновниками організації виступили представники Англії, Австралії та Південної Африки.
Наразі до складу організації входять 106 національних крикетних федерацій. Існує чіткий поділ членів за статусом та повноваженнями. Статус повного члена мають 10 спілок, асоційованими членами вважаються 38 країн, ще 57 учасників мають статус афілійованих. У тестових матчах можуть брати участь лише збірні, які мають повних членів. Формати змагань Одноденного міжнародного матчу (ODI) та Двадцять20 доступні як повним, так і асоційованим членам.
Рада займається призначенням суддів на матчі міжнародного рівня. Організація публікує Кодекс поведінки (англ. Code of Conduct), що містить норми поведінки професійних гравців . Боротьба з корупцією у крикеті високого рівня також належить до компетенції ради. Водночас рада не координує двосторонні зустрічі між збірними своїх членів (у тому числі всі тестові матчі), не контролює крикет на національному рівні та не займається розробкою правил гри. Створення та зміна правил гри, як і раніше, знаходяться у віданні Мерілебонського крикетного клубу.
Раду очолює колишній австралійський гравець Алан Айзек, який змінив на цій посаді індійського політика Шарада Павара . Посаду генерального директора ради займає Девід Річардсон .